# Grünenbach

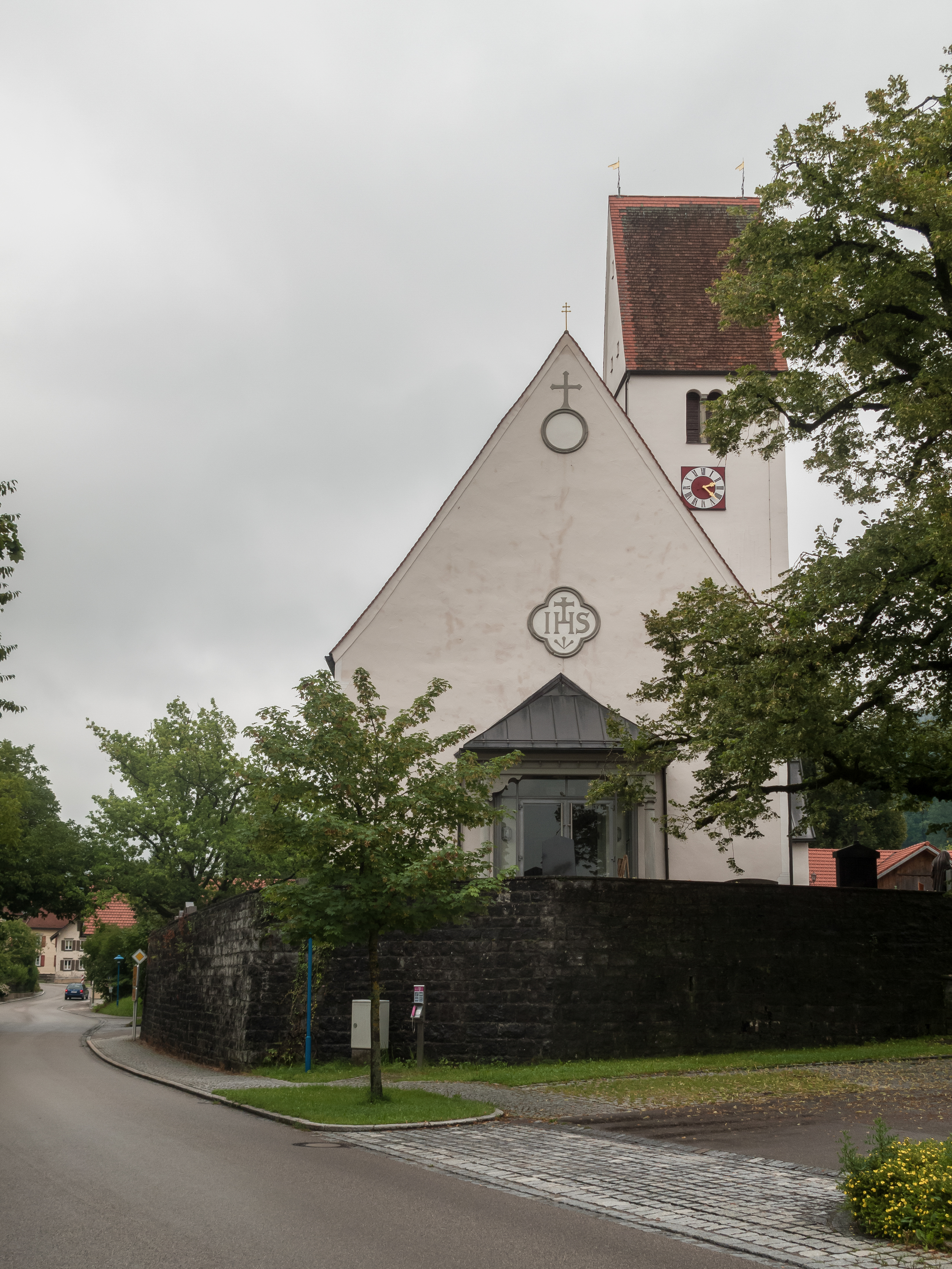
Grünenbach, kerk: die katholische Pfarrkirche Sankt Otmar

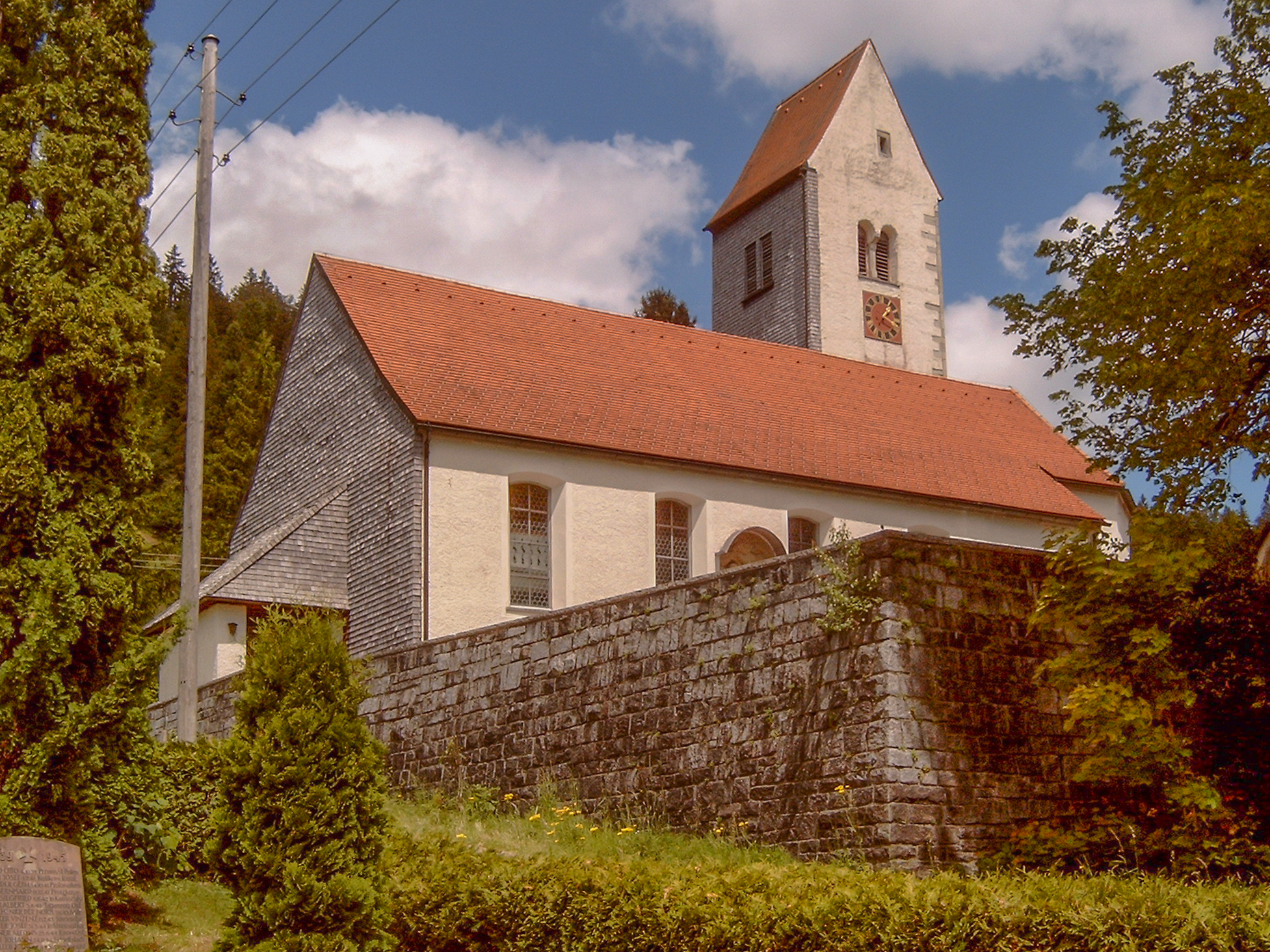
Ebratshofen, kerk

Grünenbach is een gemeente in de Duitse deelstaat Beieren, en maakt deel uit van het Landkreis Lindau.
Grünenbach telt 1.524 inwoners.

## Plaatsen in de gemeente Grünenbach
- Ebratshofen
- Grünenbach
- Schüttentobel

Bodolz ·
Gestratz ·
Grünenbach ·
Heimenkirch ·
Hergatz ·
Hergensweiler ·
Lindau (Bodensee) ·
Lindenberg im Allgäu ·
Maierhöfen ·
Nonnenhorn ·
Oberreute ·
Opfenbach ·
Röthenbach ·
Scheidegg ·
Sigmarszell ·
Stiefenhofen ·
Wasserburg ·
Weiler-Simmerberg ·
Weißensberg